# Kasteel Hulkestein

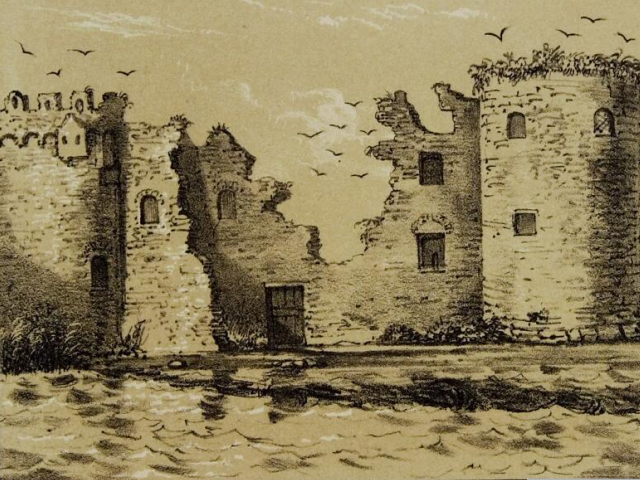
Ruïne van Hulkestein op een tekening uit 1854 (Geldersch Archief)

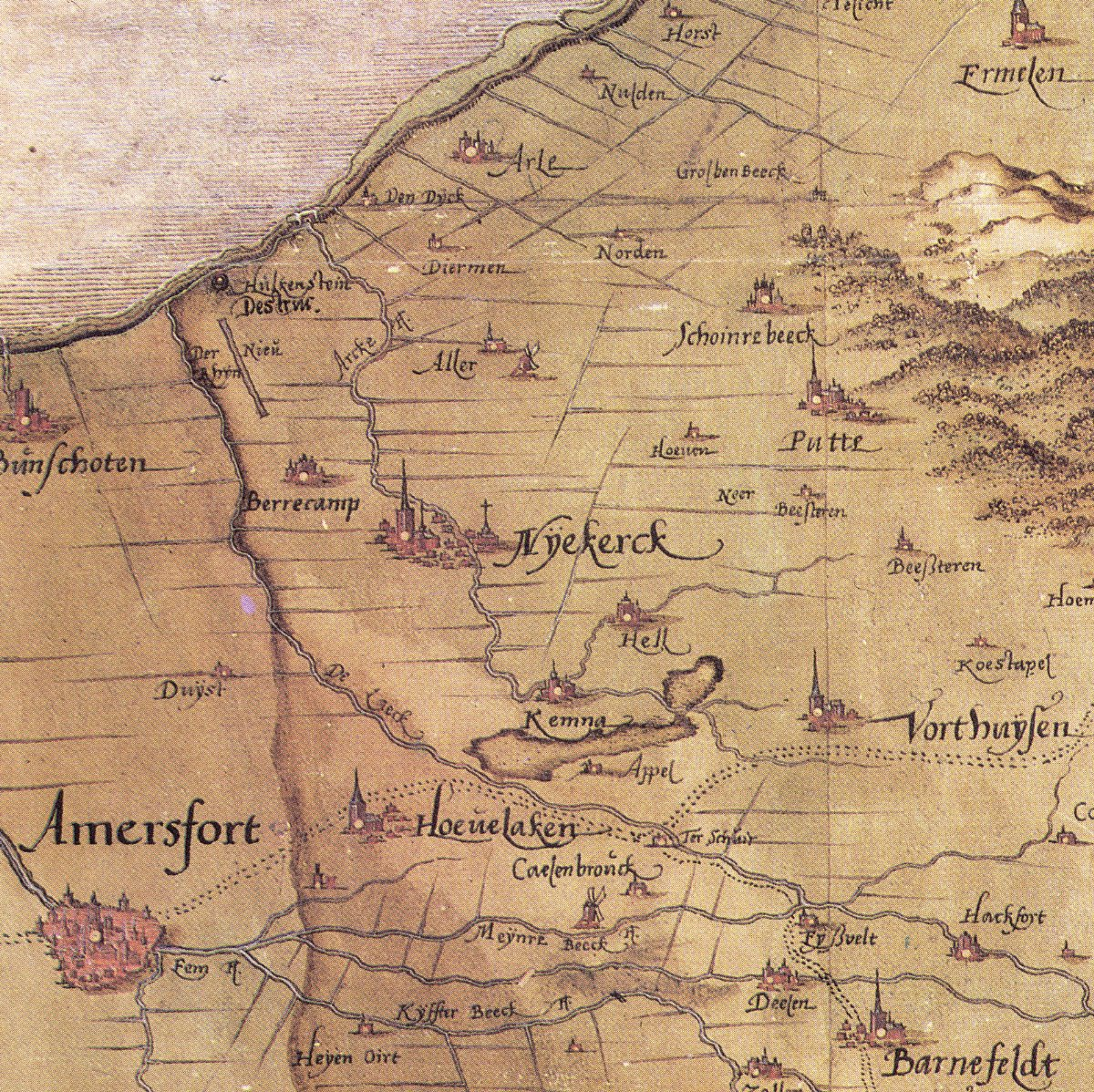
Kaart uit 1573 waarop kasteel Hulckestein staat aangegeven.

Kasteel Hulkestein, ook wel Hulckestein, Hulckesteijn, Hulckenstein of Altena, is een verdwenen kasteel ten noordwesten van Nijkerk, in de Nederlandse provincie Gelderland.  Van Hulckestein bestaat slechts een tekening uit 1854. Over het uiterlijk van het kasteel is slechts bekend dat het een toren bezat en dat Bentheimer zandsteen werd gebruikt.

## Strategisch
In 1427 of 1458 liet Arnoud van Gelre het blokhuis Hulckenstein bouwen op de grens met het Sticht dichtbij Spakenburg. Door deze versterkte waarnemingspost kreeg hij als hertog van Gelre militaire controle over de scheepvaart langs de Zuiderzee. 
In 1473 werd Gelre bezet door de Bourgondische troepen van Karel de Stoute. In 1492 kreeg Karel van Egmond het familiebezit Gelre terug na het vertrek van de Bourgondische troepen.
In 1516 werd Hulckestein verwoest in de strijd van Gelre tegen andere gewesten, al is er onduidelijkheid over het precieze jaar waarin dat gebeurde. Busken Huet schreef hierover: 
In den zomer van 1516 liep graaf Hendrik, stedehouder van keizer Karel in Holland, met zes- à zevenduizend man de Veluwe af, tot onder de muren van Arnhem te vuur en te zwaard alles verwoestend. Een geldersch kasteel aan de Zuiderzee, het slot Hulkestein, werd door de Hollanders genomen. Kommandant en bezetting sloegen zij in de boeijen; lieten het kasteel in de lucht springen; en staken de nabijliggende schepen in brand.
Nadat het slot was opgeblazen herrees het kasteel in 1524. Vanaf 1543 werd Gelre door het Traktaat van Venlo onderdeel van de Habsburgse Nederlanden. Daarmee verdween de militaire betekenis van kasteel Hulckenstein dat verviel tot een ruïne.
Het bevel over het blokhuis werd gevoerd door leden van de familie Pannekoeck. Zij gebruikten stenen van de ruïne voor de bouw van 'het Pannekoekenhuis' in Nijkerk. Dit 'nieuwe Hulckenstein' werd vanwege een zeskantig duiventorentje ook wel aangeduid als ‘Torenhuis’. In 1851 werd het huis na een brand afgebroken.
De militaire betekenis van het kasteel kon ook voor economische doelen worden gebruikt. Met het laten graven van het Kanaal van hertog Karel van Gelre wilde Karel eind vijftiende eeuw een vaarverbinding aanleggen tussen de Zuiderzee en de Rijn bij Wageningen. Vanaf Hulckestein werd gegraven in de richting van Wageningen. In 1545 werd definitief gestopt met graven. Geschiedschrijver Arend van Slichtenhorst schreef in 1654 dat het werk om de menigerley moeylijkheid, onkosten en op-staende oorloghen stekende gebleeven is. Het vervallen kanaaldeel werd vanaf die tijd gedempt of werd door overstromingen weggeslagen.

## Overblijfselen
De resten van Hulkestein verdwenen nadien mogelijk in de Zuiderzee, op de Nijkerkse zijde van het latere Nijkerkernauw. In 1989 werden in het Nijkerkernauw verzonken muurresten van zeventig centimeter dikte gevonden die mogelijk afkomstig zijn van Hulckenstein. In 1997 kwam de waterburcht in het nieuws, nadat mensen op Google Earth meenden de contouren van de slotgracht te kunnen zien. In 2024 vindt een duikersteam met een verslaggever van Omroep Flevoland een muur met kloostermoppen in het water.
In de omgeving herinneren de namen van Hulckesteinse bos (bij Zeewolde) en recreatiegebied Nieuw Hulckesteijn (aan het Veluwemeer) aan het verdwenen kasteel.